# De Krosselt
De Krosselt is een bebost gebied in Velden, aangrenzend aan de stad Venlo in de Nederlandse provincie Limburg.
Er liggen vrijstaande woningen en een tweetal campings. Pal naast de rijksweg, aan de oostkant van Velden, liggen Adventureworld Taurus en de bossen van het Zwart Water.